# Thanatus aridorum
Thanatus aridorum là một loài nhện trong họ Philodromidae.
Loài này thuộc chi Thanatus. Thanatus aridorum được miêu tả năm 1940 bởi Silhavy.